# Mustafa Djamgoz
Mustafa Bilgin Ali Djamgoz (* 1952, Nikosia, Zypern) ist ein Biologe und für seine Krebsforschungen am Imperial College London, an dem er auch Hochschullehrer ist, bekannt.

## Biografie
Djamgoz wurde in Nikosia, in eine türkisch-zypriotische Familie geboren. Im Jahr 1970 emigrierte er in das Vereinigte Königreich zwecks seines Studiums am Imperial College London, wo er zu Neurobiologie und Krebsbiologie forschte und schließlich in beiden Bereichen eine Professur erlangte. Er ist wissenschaftlicher Berater des Medical Research Council (UK) und des Wellcome Trust. Im Jahr 2002 richtete Djamgoz den Pro Cancer Research Fund ein.

## Auszeichnungen
- Huxley Memorial Medal[5]
- The Japanese Government Research Award for Foreign Specialist[5]
- Freedom of the City of London[5]

## Veröffentlichungen
Djamgoz veröffentlichte vier Bücher und über 200 Studien.